# Microvelia glabrosulcata
Microvelia glabrosulcata är en insektsart som beskrevs av Polhemus 1974. Microvelia glabrosulcata ingår i släktet Microvelia och familjen vattenlöpare. Inga underarter finns listade i Catalogue of Life.